# George Addy
George William Addy (* 27. April 1891 in Carlton; † 18. November 1971 in Ferry Fryston, Castleford) war ein englischer Fußballspieler.

## Karriere
Addy hatte während des Ersten Weltkriegs bei den Royal Welsh Fusiliers gedient und mit Carlton Victoria den Titel in der Nelson League gewonnen, einer lokalen Liga mit Teams aus South Yorkshire. Im Juli 1919 wurde er von Percy Sant zum nahegelegenen Zweitdivisionär FC Barnsley geholt. Addy trug bei Barnsley den Spitznamen „Yip-i Addy“. Nach dem Abgang des Mannschaftskapitäns Frank Barson zu Aston Villa Ende Oktober 1919 kam Addy im anschließenden Heimspiel gegen Stockport County auf der Mittelläuferposition zum Einsatz. Über Addys Leistung bei dem torlosen Unentschieden notierte ein Korrespondent: „Addy, der junge Reservespieler der auf die wichtige Dreh- und Angelpunkt-Position beförderte wurde, arbeitete hart, ihm fehlten aber die Fähigkeiten und das Gespür des Ex-Barnsley-Kapitäns [Barson], und als Konsequenz fanden die Heimstürmer oftmals den Ball ungeschickt auf sich zukommen.“ Die Partie blieb sein einziger Auftritt für Barnsley, im weiteren Saisonverlauf setzten die Vereinsverantwortlichen zumeist auf Jack Gittins.
Zur Saison 1920/21 wurde er, ebenso wie seine beiden Mannschaftskameraden Vic Whitham und George Dobson, von Norwich City verpflichtet, die als vormaliger Klub der Southern League Teil der neu geschaffenen Football League Third Division waren. Addy wirkte am historisch ersten Football-League-Spiel des Klubs, einem 1:1-Unentschieden gegen Plymouth Argyle mit; im Saisonverlauf bestritt er insgesamt 27 Ligapartien, wobei er in der Läuferreihe mit George „Pompey“ Martin, Reg Wilkinson und Harry Hopewell um die drei Startplätze konkurrierte. Mit fünf Ligatreffern, davon zwei per Strafstoß, war er nach George Travers (14 Tore) und Bob Dennison (6) drittbester Torschütze seines Teams und wurde regelmäßig in Spielberichten positiv so hervorgehoben, unter anderem gegen Crystal Palace („great game“) und Grimsby Town („capital game“). Zur folgenden Saison erhielten neben Martin und Wilkinson auch die beiden Neuzugänge Charles Bradbrook und Sid Scott den Vorzug, sodass es für Addy nur noch zu vier Saisoneinsätzen reichte, bevor er den Klub am Saisonende verließ.
Im August 1923 trat er bei einem Saisonvorbereitungsspiel des FC Wombwell in Erscheinung, an dem auch die ehemaligen Barnsley-Spieler Willie Low und Jimmy Retford mitwirkten. Dabei wurde presseseitig insbesondere das starke Außenläuferpaar Addy–Low hervorgehoben. Zu Saisonbeginn Mannschaftskapitän in der Midland League, wurde er im September von William Sykes aus der Mannschaft verdrängt und spielte in der Folge auch mit der Reserve in der Yorkshire League.
Seinen Lebensunterhalt verdiente Addy nach seiner Profilaufbahn als Hauer (Colliery Underground Face Worker) im Bergbau.